# Chu Thực
Chu Thực (còn đọc là Trĩ) (chữ Hán: 朱植; 24 tháng 3 năm 1377 – 4 tháng 6 năm 1424), được biết đến với tước hiệu Liêu Giản vương (遼簡王), là hoàng tử của Minh Thái Tổ Chu Nguyên Chương, hoàng đế đầu tiên của nhà Minh.

## Cuộc đời
Chu Thực sinh ngày 15 tháng 2 âm lịch năm Hồng Vũ thứ 10 (1377), là hoàng tử thứ 15 của Minh Thái Tổ, mẹ là sủng thiếp Hàn phi người Cao Ly. Chu Thực là anh ruột cùng mẹ với Hàm Sơn Công chúa (含山公主).
Năm Hồng Vũ thứ 11 (1378), Chu Thực được phong làm Vệ vương (衛王) khi mới 2 tuổi. Vào năm thứ 25 (1392), ông được cải phong làm Liêu vương (遼王), và năm sau đó chuyển đến thái ấp ở Liêu Đông (nay thuộc Bắc Trấn, Liêu Ninh).
Liêu vương Chu Thực nhiều lần lập công trên chiến trận, nên khi Yên vương Chu Đệ nổi loạn, triều đình lo ngại rằng do ông sống gần Chu Đệ sẽ hỗ trợ quân đội cho nhau nên Minh Huệ Đế đã triệu Chu Thực về Nam Kinh. Chu Thực vâng mệnh đã đến Nam Kinh bằng đường biển, sau được chuyển đến Kinh Châu (nay thuộc Kinh Châu, Hồ Bắc).
Sau khi Chu Đệ đăng cơ, tức Minh Thành Tổ, ông trách cứ Liêu vương Chu Thực đã không ủng hộ ông trong chiến dịch Tĩnh Nan. Điều này khiến Chu Thực làm mất lòng vua anh, nên năm Vĩnh Lạc thứ 10 (1412), lính hộ vệ của ông bị cắt giảm.
Ngày 8 tháng 5 âm lịch năm Vĩnh Lạc thứ 22 (1424), Liêu vương Chu Thực qua đời, thọ 48 tuổi, thụy là Giản (簡). Sang năm Hồng Hi thứ nhất (1425), Chu Thực được táng tại phía nam chân núi Bát Lĩnh (nay thuộc huyện Giang Lăng, Kinh Châu, Hồ Bắc).

## Gia quyến

### Thê thiếp
- Liêu Vương phi Quách thị (郭氏), con gái của Doanh Quốc công Quách Anh, một bậc khai quốc công thần, được phong Vương phi năm Hồng Vũ thứ 27 (1394).[3] Liêu Vương phi có cô là Quách Ninh phi, sủng phi của Minh Thái Tổ, một người em gái cũng được phong làm Vương phi, là chánh thất của Dĩnh vương Chu Đống.
- Đinh thị (丁氏), gia phong Liêu vương Thứ phi (遼王次妃).[4]
- Nhiều thứ thiếp khác.

### Hậu duệ

#### Con trai
Liêu vương Chu Thực có 20 người con trai.
1. Chu Quý Anh (朱貴煐; 1397 – trước 1424), được phong Thế tử, mất trước khi tập tước.
2. Chu Quý Hiệp (朱貴烚; 1397 – 1449), tước phong Trường Dương Quận vương (長陽郡王), tập tước Liêu vương. Quý Hiệp hung ác tàn bạo, hoang dâm vô độ, nhiều lần bị Minh Anh Tông trách phạt đến nỗi bị phế làm thứ dân, đày ra canh lăng mộ của cha. Một lần dinh thự của Quý Hiệp gặp hỏa hoạn, toàn bộ tài sản bị thiêu rụi, Hiệp uất ức mà chết.
3. Chu Quý Tiếp (朱貴燮; 1399 – 1466), tước phong Viễn An Quận vương (遠安郡王), bị phế làm thứ dân do tội bất hiếu, không đến dự tang lễ của cha.
4. Chu Quý Thọ (朱貴𤊐; 1399 – 1471), tước phong Hưng Sơn Quận vương (興山郡王), sau tập tước Liêu Túc vương (遼肅王) từ Quý Hiệp. Mẹ là Đinh Thứ phi.
5. Chu Quý Huyên (朱貴煊; 1400 – 1452), tước phong Ba Đông Quận vương (巴東郡王), bị phế làm thứ dân do tội bất hiếu, không đến dự tang lễ của cha.
6. Chu Quý Đôn (朱貴炖; 1401 – 1407), tước phong Tiềm Giang Quận vương (潛江郡王), chết yểu.
7. Chu Quý Linh (朱貴燯; 1403 – 1406), tước phong Nghi Đô Quận vương (宜都郡王), chết yểu.
8. Chu Quý Hành (朱貴烆; 1404 – 1442), tước phong Tông Tư Quận vương (松滋郡王), thụy An Huệ (安惠).
9. Chu Quý Phù (朱貴烰; 1412 – 1448), tước phong Ích Dương Quận vương (益陽郡王), thụy An Hy (安僖).
10. Chu Quý Xương (朱貴烰; 1413 – 1467), tước phong Tương Âm Quận vương (湘陰郡王), thụy An Hy (安僖).
11. Chết yểu.
12. Chu Quý Khiên (朱貴㷂; 1413 – 1467), tước phong Hoành Dương Quận vương (衡陽郡王), thụy Trang Hòa (莊和).
13. Chết yểu.
14. Chu Quý Nhiếp (朱貴㸎; 1414 – 1446), tước phong Ưng Sơn Quận vương (應山郡王), thụy Điệu Cung (悼恭).
15. Chu Quý Tiết (朱貴㸅; 1414 – 1446), tước phong Nghi Thành Quận vương (宜城郡王), thụy Khang Giản (康簡).
16. Chu Quý Tập (朱貴熠; 1415 – 1453), tước phong Kỳ Giang Quận vương (枝江郡王), thụy Trang Huệ (莊惠).
17. Chu Quý Duật (朱貴燏; 1415 – 1472), tước phong Nguyên Lăng Quận vương (沅陵郡王), thụy Cung Hiến (恭憲).
18. Chu Quý Úc (朱貴燠; 1417 – 1442), tước phong Ma Dương Quận vương (麻陽郡王), thụy Điệu Hy (悼僖).
19. Chu Quý Hàm (朱貴煘; 1421 – 1476), tước phong Hoành Sơn Quận vương (衡山郡王), thụy Cung Huệ (恭惠).
20. Chu Quý Lâu (朱貴熡; 1424 – 1468), tước phong Kỳ Thủy Quận vương (蘄水郡王), thụy Tĩnh Hòa (靖和).

#### Con gái
Chỉ rõ một vài người con gái của Liêu vương Chu Thực, là:
- Giang Lăng Quận chúa (江陵郡主), trưởng nữ, lấy Triệu Khanh.
- Giang Hoa Quận chúa (江華郡主), cửu nữ, lấy Vương Huấn.
- Lư Khê Quận chúa (瀘溪郡主), thập nữ, lấy Chu Anh Bích.
- Trúc Sơn Quận chúa (竹山郡主), thập nhất nữ, lấy Mã Văn Đạt.
- Tuy Ninh Quận chúa (綏寧郡主), thập nhị nữ, lấy Trương Tấn.
- Quế Đông Quận chúa (桂東郡主), thập tam nữ, lấy Tưởng Kiệt.

## Liêu vương thế hệ biểu
| Tước hiệu                                        | Họ tên                   | Quan hệ                          | Tại vị      | Ghi chú |
| ------------------------------------------------ | ------------------------ | -------------------------------- | ----------- | --- |
| Liêu Giản vương (遼簡王)                         | Chu Thực (朱植)          | Hoàng tử thứ 15 của Minh Thái Tổ | 1378 – 1424 | Năm Hồng Vũ thứ 25 (1392) cải phong, năm Vĩnh Lạc thứ 22 (1424) qua đời, thọ 48 tuổi. |
| Liêu vương (遼王)                                | Chu Quý Hiệp (朱貴烚)    | Con trai thứ hai của Chu Thực    | 1425 – 1439 | Năm Hồng Hi thứ nhất tập phong, nhưng tính tình hung ác nên năm Chính Thống thứ 4 bị phế làm thứ dân, thọ 53 tuổi. |
| Liêu Túc vương (遼肅王)                          | Chu Quý Thọ (朱貴𤊐)     | Con trai thứ tư của Chu Thực     | 1439 – 1471 | Nguyên là Quận vương. Năm Chính Thống thứ 4 tập phong, qua đời năm Thành Hoá thứ 7 (1471), thọ 73 tuổi. |
| Liêu Tĩnh vương (遼靖王)                         | Chu Hào Thạnh (朱豪墭)   | Con trai trưởng của Quý Thọ      | 1473 – 1478 | Năm Thành Hoá thứ 9 (1466) tập phong, năm thứ 14 (1478) qua đời, thọ 50 tuổi. |
| Liêu Huệ vương (遼惠王)                          | Chu Ân Cao? (朱恩鑙)     | Con trai thứ hai của Hào Thạnh   | 1480 – 1495 | Năm Thành Hoá thứ 16 (1480) tập phong, năm Hoằng Trị thứ 8 (1495) qua đời, thọ 44 tuổi. |
| Liêu Cung vương (遼恭王)                         | Chu Sủng Đào (朱寵涭)    | Con trai trưởng của Ân Cao       | 1497 – 1521 | Năm Hoằng Trị thứ 10 tập phong, năm Chính Đức thứ 16 (1521) qua đời, thọ 50 tuổi. |
| Liêu Trang vương (遼莊王)                        | Chu Trí Cách (朱致格)    | Con trai thứ hai của Sủng Đào    | 1524 – 1537 | Năm Gia Tĩnh thứ 3 (1524) tập phong, qua đời năm thứ 16 (1537), thọ 45 tuổi. |
| Liêu Mẫn vương (遼愍王)                          | Chu Hiến Tiết (朱憲㸅)   | Con trai trưởng của Trí Cách     | 1540 – 1568 | Năm Gia Tĩnh thứ 19 (1540) tập phong, do ăn chơi trác táng, phóng túng nên bị truất làm thứ dân năm Long Khánh thứ hai (1568), qua đời năm Vạn Lịch thứ 10 (1582), thọ 57 tuổi. Chu Duật Kiện nhà Nam Minh về sau cho phục tước.            |
| Kiêm nhiếp Liêu vương phủ                        |                          |                                  |             | |
| Quảng Nguyên Đoan Khác Quận vương (廣元端恪郡王) | Chu Hiến Hách (朱憲爀)   | Cháu nội của Sủng Đào            | 1568 – 1582 | Hiến Hách là con trưởng của quận vương Trí Châm (致椹), con trai thứ ba của Liêu vương Sủng Đào, qua đời năm Vạn Lịch thứ 10 (1582). Do anh họ Hiến Tiết bị phế nên Hách tạm quyền quán xuyến vương phủ.                                    |
| Quảng Nguyên Ôn Dụ Quận vương (廣元溫裕郡王)     | Chu Thuật Đồng (朱術垌)  | Con trai trưởng của Hiến Hách    | 1585 – 1609 | Qua đời năm Vạn Lịch thứ 37 (1609). |
| Quang Trạch Quận vương (光澤郡王)                | Chu Thuật Ngung (朱術堣) | Cháu nội của Sủng Đào            | 1610 – ?    | Cháu 4 đời của Liêu vương Ân Cao. Không rõ kết cục sau đó. |
| Tước vị tiếp tục được tập phong                  |                          |                                  |             | |
| Liêu vương (遼王)                                | Chu Thuật Nhã (朱術雅)   | Cháu 6 đời của Quý Hiệp          | 1645 – 1646 | Nguyên là Quận vương. Khi Bắc Kinh bị xâm chiếm, Thuật Nhã bỏ trốn đến Quảng Châu, được Chu Duật Kiện lập làm Liêu vương. Khi quân Thanh tấn công Quảng Châu, Thuật Nhã ra đầu hàng, bị Khổng Hữu Đức giết vào năm Long Vũ thứ nhất (1646). |
| Liêu vương (遼王)                                | Chu Thuật Quế (朱術桂)   | Em của Thuật Nhã                 | ? – 1683    | Nguyên là Quận vương, không rõ được phong làm Liêu vương khi nào, chạy ra tị nạn ở đảo Đài Loan. Năm 1863, khi Thi Lang chiếm Đài Loan, Trịnh Khắc Sảng ra hàng, Thuật Nhã treo cổ tự vẫn, chấm dứt dòng Liêu vương.                        |